# Fashion Sakala
Junior Fashion Sakala (* 14. März 1997 in Chipata) ist ein sambischer Fußballspieler, der beim al-Fayha FC in der Saudi Professional League unter Vertrag steht.

## Karriere

### Verein
Fashion Sakala begann seine Karriere in Sambia beim Nchanga Rangers FC und Zanaco FC. Im Februar 2017 wechselte er nach Russland zu Spartak Moskau. Dabei kam er vorwiegend in der zweiten Mannschaft zum Einsatz, die in der zweiten Liga spielte. Sein Debüt gab er im März 2017 gegen Baltika Kaliningrad. Bereits im Juli 2018 verließ er den Verein in Richtung Belgien, als er beim KV Ostende unterschrieb.
Im Mai 2021 unterschrieb Sakala einen Vorvertrag bei den Glasgow Rangers, der ab dem 1. Juli 2021 läuft und im Jahr 2025 endet. Nach zwei Jahren in Glasgow, in denen er 21 Tore in 59 Ligaspielen erzielte und das Pokalfinale 2022 gewann, wechselte Sakala nach Saudi-Arabien zum al-Fayha FC.

### Nationalmannschaft
Fashion Sakala gewann mit der U20-Nationalmannschaft von Sambia im Jahr 2017 die Afrikameisterschaft, die im eigenen Land stattfand. Auf dem Weg zum Endspielsieg gegen den Senegal traf Sakala in fünf Partien zweimal. Im selben Jahr nahm er mit der Mannschaft an der Weltmeisterschaft in Südkorea teil. Im Turnierverlauf erzielte der Stürmer in fünf Spielen vier Tore und erreichte mit der Mannschaft das Viertelfinale.
Im Jahr 2019 spielte er einmal für die U23 während des U-23-Afrika-Cup. Dabei kam er als Einwechselspieler in der Vorrunde gegen Nigeria zum Einsatz.
Sakala debütierte am 2. September 2017 gegen Algerien für die sambische A-Nationalmannschaft in einem Qualifikationsspiel für die Weltmeisterschaft 2018.

## Erfolge
Glasgow Rangers
- UEFA-Europa-League-Finalist: 2022
- Schottischer Pokalsieger: 2022

### Nationalmannschaft
- U-20 Afrikameister: 2017